# Il Caparra
Niccolò di Noferi del Sodo o Niccolò Grosso detto il Caparra (fl. XV secolo) è stato un artigiano italiano vissuto negli ultimi anni del Quattrocento a Firenze; fu il più famoso ferraio, artista cioè del ferro battuto.

## Biografia
(Giorgio Vasari, Le Vite de' più eccellenti architetti, pittori, et scultori italiani, da Cimabue insino a' tempi nostri)
Il Caparra raggiunse il vertice di questa arte per aver trattato il semplice ferro come un materiale degno della migliore oreficeria, con un'estrema attenzione al dettaglio ed un rigore rinascimentale che bene lo inquadra nella cultura della Firenze del Quattrocento.
Il nome, stando a quanto ricorda Giorgio Vasari nelle Vite, gli era stato dato da Lorenzo il Magnifico  per l'uso che questo artista aveva di chiedere l'acconto (o "caparra") per ogni lavoro che gli veniva commissionato. 
Il suo capolavoro sono le lanterne agli angoli di Palazzo Strozzi, dove inserì animali fantastici, dragoni e sfingi nei portafiaccole, architetture fittizie nelle lanterne (e i copiatissimi spuntoni sulla sommità), gli stemmi familiari negli anelli per legare i cavalli, eccetera. Gli si attribuiscono anche alcune opere all'esterno di palazzo Guadagni e di palazzo Medici-Riccardi.
Sulla sua bottega nel Corso San Bartolo dei Pittori (oggi via Calzaiuoli) aveva un'insegna in ferro battuto e verniciato a vivi colori, rappresentante un mucchio di registri che bruciavano su un rogo, per far sapere che egli odiava le registrazioni. 
La sua maestria fu tale che Giorgio Vasari lo menzionò nelle sue Vite.

## Curiosità
Tra gli aneddoti sulla sua vita riportati dal Vasari, uno ricorda come Lorenzo de' Medici si recò personalmente nella sua bottega per commissionargli degli oggetti di eccellenza da mandare in dono fuori Firenze. Lo trovò occupato a fare dei ferri per della povera gente, ma in nessuna maniera riuscì a strappargli la promessa di dedicarsi prima alla sua commissione, essendo quei poveri clienti "venuti a bottega inanzi lui e che tanto stimava i danari loro quanto quei di Lorenzo".
Uno dei personaggi del film Fantasmi a Roma di Antonio Pietrangeli, si chiama Giovan Battista Villari detto il Caparra ed è interpretato da Vittorio Gassman; si tratta di una curiosa e semplice omonimia, perché quello del film è un pittore (inesistente nella realtà) perdipiù vissuto nel seicento.

## Altre immagini

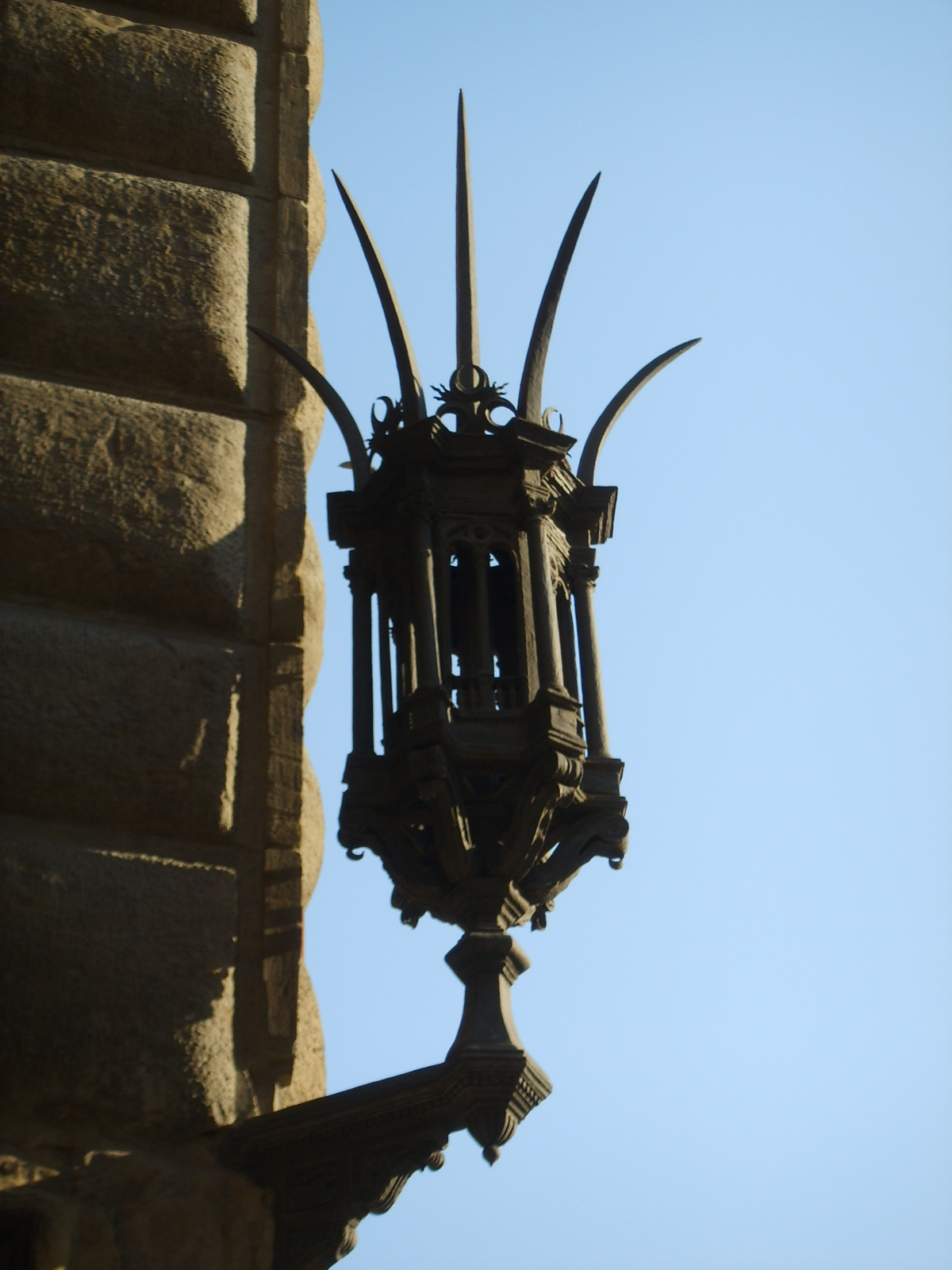
Lucerna a "cipolla"
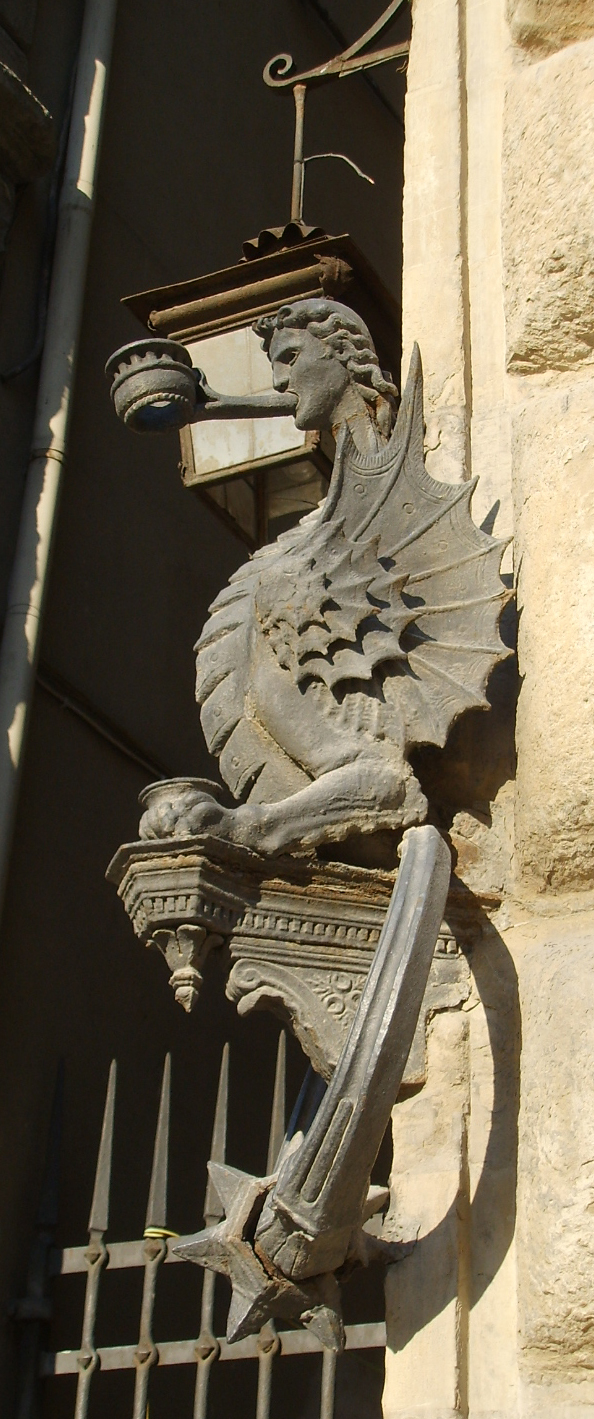
Portafiaccola a forma di sfinge, Palazzo Strozzi
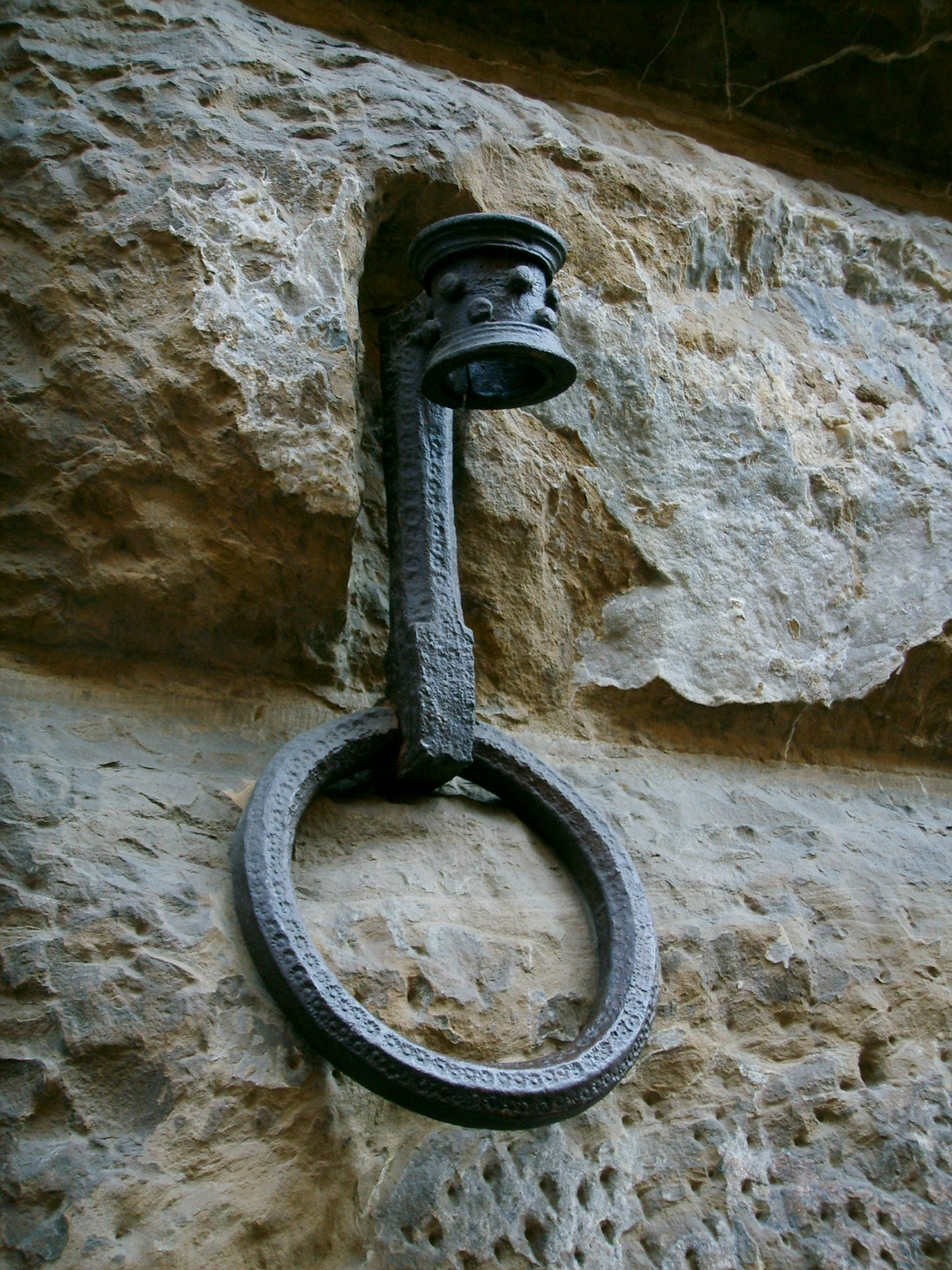
Portafiaccola e anello per cavalli, Palazzo Medici Riccardi